# Sel (Zmajeva kugla)
Sel je jedan od glavnih negativaca u serijalu Zmajeva Kugla Z.

## Prvo pojavljivanje
Sel se prvi put pojavio u Android sagi, koji je dospeo u ovaj svet tako što se ukrcao u vremensku letelicu Budućeg Tranksa.
Kada se pojavio, bio je prejak za sve, tako da je Pikolo morao da se spoji sa Kamijem
da bi postao Super Namekijanac. Ali,ni to nije bilo dovoljno pa su se cele Z Snage
morale skupiti kako bi pobedili Sela. Na kraju, Gohan je teško ranio Sela, a Goku ga je teleportovao na planetu Kralja Kaia i tamo je Sel eksplodirao.

## Specijalne moći
Sela je napravio Doktor Gero, Sel zato ima ugrađen računar u sebi koji tačno zna koji borac
ima koje sposobnosti i njihove borbene moći. Zanimljivo je, Sel je bio namešten da misli da je Pikolo borac srednje snage, pa ga je iznenadila njegova velika moć. Takođe, imao je veštine skoro svakog Z Borca, tako uz Gokuov Kame-Hame talas, Pikolovu regeneraciju itd, bio skoro nezaustavljiv.